# Jaroměr
Jaroměr (IPA: i̯aʀɔmʲɪʀ) ist ein männlicher Vorname. Es ist die obersorbische Form des westslawischen Namens Jaromir.
Jaroměr ist ein typischer zweistämmiger slawischer Name, zusammengesetzt aus jaro (? – obersorbisch jara: sehr; polnisch jary (veraltet): rüstig, frisch, kräftig; tschechisch jaro: Frühling) und měr (Frieden).
Für weitere Informationen zum Namen siehe den Hauptartikel Jaromir.

## Varianten
- Jaromar (polabisch)
- Jaroměr (obersorbisch)
- Jaromir (polnisch)
- Jaromír (slowakisch, tschechisch)

## Bekannte Namensträger
- Jaroměr Hendrich Imiš (1819–1897), sorbischer evangelischer Pfarrer und Kulturpolitiker, Mitbegründer der „Societas Slavica Budissinensis“ und der „Maćica Serbska“